# Endlich allein
Endlich allein ist ein deutsches Stummfilmlustspiel aus dem Jahr 1913 von Max Mack mit den Gebrüdern Herrnfeld und Hanni Weisse in den Hauptrollen.

## Handlung
Isidor Blumentopf hat endlich geheiratet und will mit seiner Braut in die Flitterwochen abreisen. Wie kann er ahnen, dass er in den folgenden Tagen auf ein Hindernis nach dem anderen stößt? Erst kommt es zum üppigen Hochzeitsmahl, dann brechen die Eheleute mit der Bahn zur Hochzeitsreise auf und landen in einem Hotel, wo Isidor nichts sehnlicher erhofft, als endlich allein zu sein, um mit seiner Liebsten die Ehe vollziehen zu können. Doch der hinkende Hoteldiener scheint sich gegen die Jungvermählten verschworen zu haben, denn ständig wird man beim anstehenden Beischlaf gestört, da der Hotelangestellte in schönster Regelmäßigkeit an der Zimmertür klopft, um beispielsweise ein Telegramm zu überreichen. Weitere Beteiligte an den chaotischen Entwicklungen ist ein Handlungsreisender in Sachen Käse, eine Reihe von Frauen aus dem Örtchen und schließlich sogar noch die Staatspolizei, die das junge Eheglück maßgeblich behindert. Dies alles “sind eine Sammlung von glänzenden Pointen, die hart an der Grenze der Wahrscheinlichkeit gehen, aber nicht nach ihr fragen lassen.”

## Produktionsnotizen
Endlich allein entstand im Frühjahr 1913  im Vitascope-Atelier in Berlins Lindenstraße 32–34. Der dreiaktige Film besaß eine Länge von 1060 Metern, passierte am 28. Juni 1913 die Filmzensur und wurde am 13. Juli 1913 uraufgeführt.

## Wissenswertes
Die ungarischstämmigen Brüder Anton und Donat Herrnfeld, nach deren Vorlage dieser Film mit ihnen in den männlichen Hauptrollen entstand, betrieben in Berlin eine beliebte Possenbühne, das Gebrüder-Herrnfeld-Theater, in dem sie auch ihre eigenen (jiddischen) Stücke aufführten und bis gegen Ende des Ersten Weltkriegs große Publikumserfolge feiern konnten.
Zu den prominenten Gästen, die im Kino Endlich allein (am 20. November 1913) gesehen hatten, zählten unter anderem Franz Kafka.

## Kritik
„Hanni Weisse hilft kräftig mit, diese Hochzeitsreise lustig zu gestalten (…) Das Bild ist ein Scherz, dessen rasches Ende man bedauert.“